# Loi sur les personnes transgenres (protection des droits)
La loi de 2018 sur les personnes transgenres (protection des droits) permet de s'inscrire auprès des services gouvernementaux pakistanais en tant que transgenres. Elle a été adoptée en mars 2018 à l'unanimité par le Sénat, puis en mai par l'Assemblée nationale et promulguée par le président[réf. souhaitée].